# Twilight (Blue System)
Twilight è il terzo album in studio del gruppo Blue System, rappresentato dal musicista tedesco Dieter Bohlen, pubblicato nel 1989.

## Tracce
1. Magic Symphony – 3:34
2. Love Me on the Rocks – 3:27
3. Save Me – 3:45
4. Nobody Makes Me Crazy (Like You Do) – 3:27
5. Madonna Blue – 3:40
6. Call Me Dr. Love (A New Dimension) – 3:20
7. Little Jeannie – 3:28
8. Carry Me Oh Carrie – 3:15
9. Big Yellow Taxi – 3:20
10. Everything I Own – 3:10